# Hilary Gumienny
Hilary Gumienny (ur. 13 stycznia 1918, zm. 29 listopada 2006) – polski inżynier mechanik. 

## Życiorys
Absolwent Politechniki Lwowskiej. Od 1964  profesor na Wydziale Mechanicznym Politechniki Wrocławskiej, a także dziekan Wydziału Mechanicznego (1956-1958, 1964-1967) i prorektor Politechniki Wrocławskiej (1967-1968). Pochowany na Cmentarzu św. Wawrzyńca we Wrocławiu.

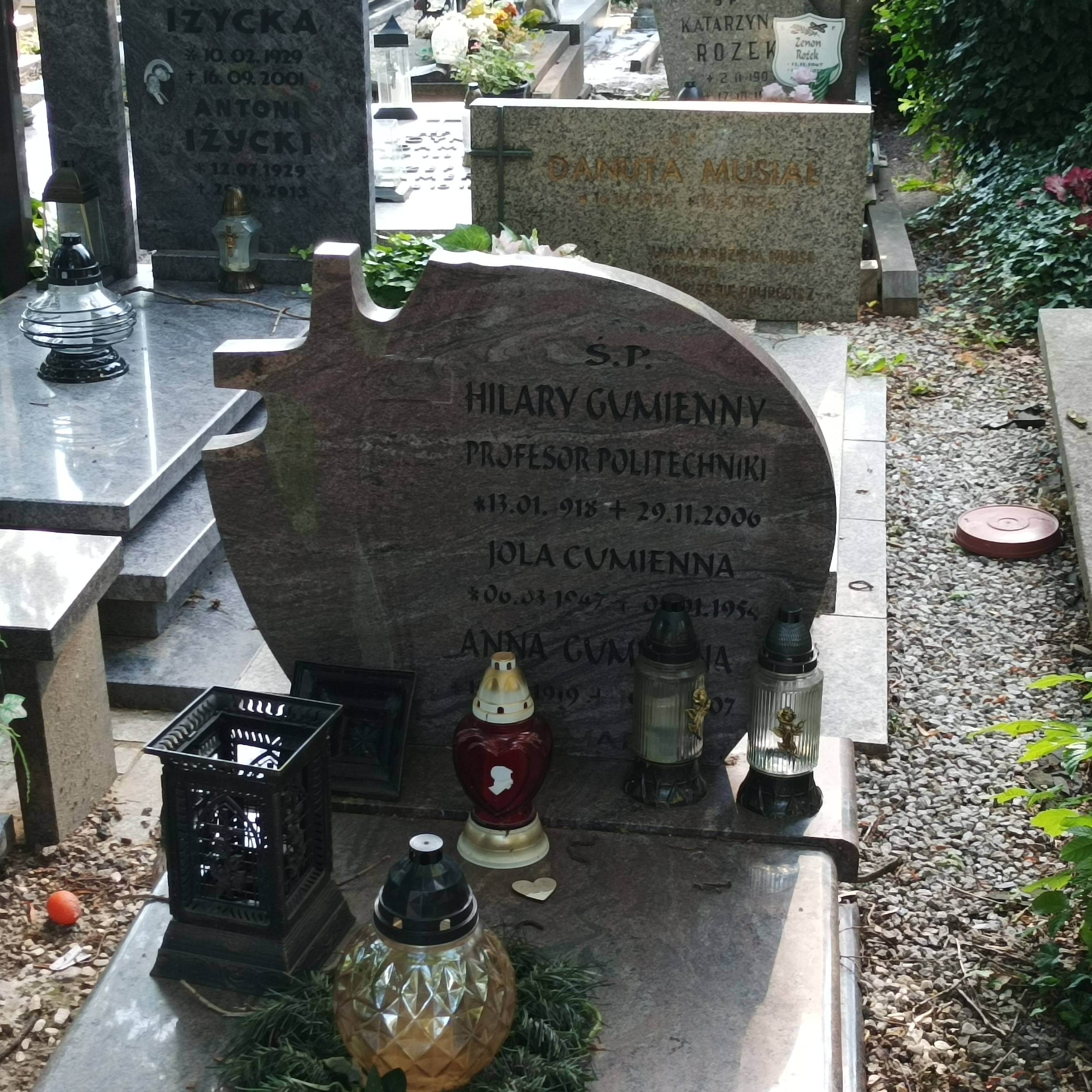
Grób prof. Hilarego Gumiennego na cmentarzu św. Wawrzyńca we Wrocławiu